# Jean-François Lyotard
Jean-François Lyotard (Versailles, 1924. augusztus 10. – Párizs, 1998. április 21.) francia filozófus, szociológus, irodalmár, teoretikus. Ő a legismertebb posztmodern filozófus. Társalapítója volt a Nemzetközi Filozófiai Főiskolának. A posztmodern a mai napig nem meghatározott, vitatott terminus. Nincsen egyetértés abban, hogy a modernizmus utáni időszakot vagy a modernizmus utolsó részét kell érteni a kifejezés alatt. Jean-François Lyotard posztmodern állapotról beszél, nem posztmodern stílusról. Szerinte az állapot legfőbb jellemzője a nyugati gondolkodásban és történetírásban hagyományos lineáris, előrehaladó, fejlődésről beszélő nagy narratíva felbomlása, sok kis narratívává alakulása.

## Magyarul
- A posztmodern állapot. Jürgen Habermas, Jean-François Lyotard, Richard Rorty tanulmányai; összeáll. Bujalos István, ford. Angyalosi Gergely et al.; Századvég, Bp., 1993 (Horror metaphysicae)
- A viszály; ford. Dékány András; L'Harmattan, Bp., 2019 (Rezonőr)

## Fordítás
- Ez a szócikk részben vagy egészben  a   Jean-François Lyotard című angol Wikipédia-szócikk ezen változatának fordításán alapul.  Az eredeti cikk szerkesztőit annak laptörténete sorolja fel. Ez a jelzés csupán a megfogalmazás eredetét és a szerzői jogokat jelzi, nem szolgál a cikkben szereplő információk forrásmegjelöléseként.